# Garbey Fondo
Garbey Fondo (auch: Garbey, Garbey Fandou, Garbey Fonda) ist ein Dorf in der Landgemeinde Tondikiwindi in Niger.

## Geographie
Das Dorf liegt am Rand des Trockentals Kori de Ouallam. Es befindet sich rund neun Kilometer südlich des Hauptorts Tondikiwindi der gleichnamigen Landgemeinde, die zum Departement Ouallam in der Region Tillabéri gehört. Etwa in gleicher Entfernung von Garbey Fondo liegt die Stadt Ouallam im Südosten.
Garbey Fondo ist Teil des Dünengebiets im Westen Nigers. Es herrscht das Klima der Sahelzone vor, mit einer durchschnittlichen jährlichen Niederschlagsmenge zwischen 300 und 400 mm.

## Geschichte
Der Nachbarschaftswache von Garbey Fondo gelang es am Nachmittag des 18. Dezember 2021 zunächst noch den Angriff einer nicht identifizierten bewaffneten Gruppe abzuwehren. In der Nacht auf den 19. Dezember 2021 wurden dann drei Personen im Dorf ermordet.

## Bevölkerung
Bei der Volkszählung 2012 hatte Garbey Fondo 426 Einwohner, die in 47 Haushalten lebten. Bei der Volkszählung 2001 betrug die Einwohnerzahl 183 in 19 Haushalten und bei der Volkszählung 1988 belief sich die Einwohnerzahl auf 768 in 79 Haushalten.

## Wirtschaft und Infrastruktur
Mit einem Centre de Santé Intégré (CSI) ist ein Gesundheitszentrum im Ort vorhanden. Es gibt eine Grundschule.